# Llanos de Chiquitos

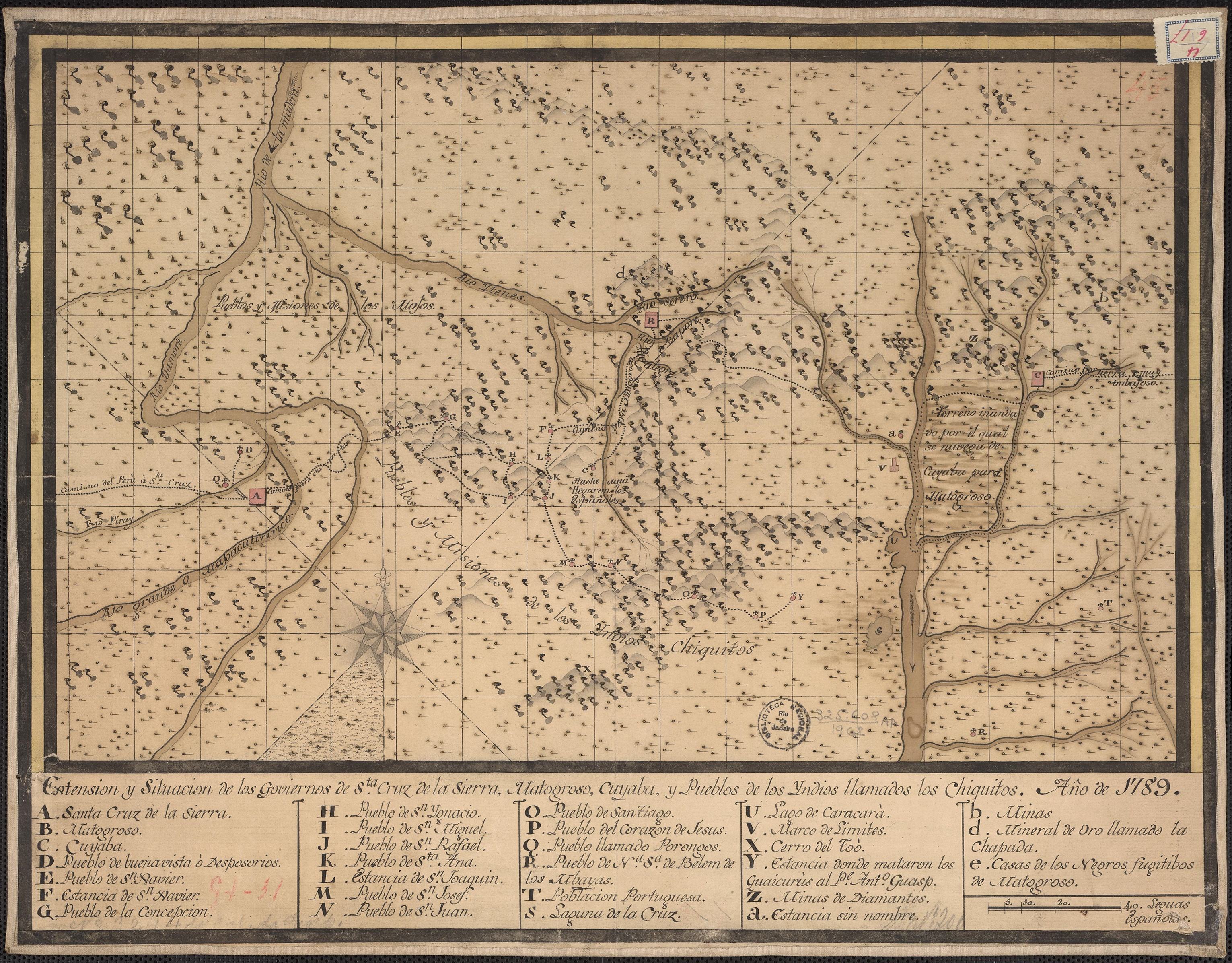
Mapa de la Chiquitanía, año 1789

La región de la Chiquitania, o llanos de Chiquitos, es el nombre de una extensa llanura de América del Sur, específicamente en Bolivia, ubicada en la zona transicional ecotónica entre el Gran Chaco y la Amazonia. En líneas generales en los Llanos de Chiquitos predominan aspectos del bioma chaqueño. Cuenta con una superficie aproximada de 164 495 km², ocupando el 15% del territorio boliviano.

## Toponimia
Los Llanos de Chiquitos y, más modernamente, Chiquitania, son topónimos que derivan del nombre que por un error dieron los conquistadores españoles a una de las etnias pámpidas que habitaba esta región. A inicios del siglo XVI los conquistadores encontraron varias aldeas abandonadas, y les llamó la atención que las chozas poseyeran puertas de sólo poco más de medio metro de altura. Esto hizo que los europeos creyeran que sus habitantes fueran pigmeos y los llamaran «chiquitos». Lo cierto es que los aborígenes chiquitanos (como es común entre los pámpidos) eran más altos que la inmensa mayoría de los europeos de esa época. El pequeño tamaño de las puertas obedecía a dos motivos: era una manera de mantener templada la temperatura interna de las chozas respecto al frío clima de la intemperie y hacía fácil defender la entrada de jaguares y pumas.

## Historia
A la llegada de los españoles en el siglo XVI vivían en los Llanos de Chiquitos diversas etnias. Debido a su ubicación casi en el centro de Sudamérica, en este territorio se encontraban pueblos de los grupos amazónico, pámpido y andino; predominaban numéricamente los pámpidos tales como los iśir o yshyr (= zamucos o chamacocos), los ayoreo, y los chané, mal llamados "chiquitos"; de orígenes amazónidos eran los arawak, también eran de origen amazónido los avá que siguieron a los arawak enseñoreándose frecuentemente de ellos de un modo muy violento, dando origen a la etnia con cultura predominantemente guaraní llamada peyorativa e insultantemente por los quechuas (y también aimara) del altiplano con el mote o apodo despectivo de "chiriguanos"; "chiriguanos" entonces fue el apodo insultante que les dieron a los pueblos que habitaban y habitan principalmente a orillas de los grandes ríos; grupos próximos a los "chiriguanos" han sido y son los izozog y otuquis.

Los andinos (por ejemplo quechuas y aimaras) prácticamente tuvieron nula presencia en los Llanos de Chiquitos; se debe esperar a la segunda mitad del siglo XX para encontrar algunos pequeños grupos poblacionales con orígenes andinos en esta región; de igual modo el influjo cultural andino fue muy leve, predominando en cambio el amazónido (por más que la mayoría de las etnias autóctonas era de linaje pámpido).

Los pámpidos eran trashumantes cazadores-recolectores, los amazónidos aunque poseían características trashumantes y una economía muy cimentada en la caza y recolección, también poseían prácticas de agricultura itinerante (especialmente agricultura de la mandioca o yuca y del maíz) y un mayor desarrollo de la alfarería.

El influjo cultural andino estuvo fuertemente restringido (casi anulado) por la estrecha franja de nimbosilva perhúmeda en las laderas orientales andinas llamada yunga.

### Época colonial
La irrupción española se hizo tempranamente desde el sudeste (desde Asunción), aunque los españoles no se pudieron consolidar efectivamente sino en Santa Cruz de la Sierra. Para el control de este territorio, España debió esperar a la actividad de los misioneros jesuitas quienes desde 1690 lograron sorprendente éxito entre los "chiquitos" y "zamucos", así como entre los "chiriguanos" del río Parapetí. Es de este modo que en 1731 se habla ya del Gobierno político y militar de Chiquitos, provincia luego militarizada que fue incorporada al Virreinato del Río de la Plata en 1778. Los jesuitas antes de 1778 ya habían edificado siete ciudades misionales ("reducciones") que contaban con 12 000 habitantes, casi en su totalidad aborígenes. Luego de la expulsión de los jesuitas, estos fueron sustituidos por franciscanos. Entre las ciudades fundadas se destacan San José de Chiquitos, Concepción, San Ignacio de Zamucos, San Miguel de Velasco, San Ramón, San Javier, San Ignacio de Velasco y Santiago de Otuquis; en todas estas aún se pueden encontrar valiosas evidencias culturales: la arquitectura barroca y rastros de la música barroca. La población ayoreo se mantuvo aislada casi hasta la actualidad en zonas semiáridas habitando poblados como Tatarenda, Iguaypyté, Ipitá, Aguaraigua o Limón.
Según el investigador Roberto Tomichá, la primera invasión documentada de bandeirantes brasileños en la región de Chiquitos se remonta a 1637, cuando cruzaron el río Paraguay y avanzaron hasta las cercanías del actual San José de Chiquitos. A partir de entonces, estas incursiones se volvieron frecuentes. Durante la década de 1690, las entradas se repitieron casi anualmente, generando enfrentamientos con los pueblos indígenas. La invasión de 1696, encabezada por Antônio Ferraz de Araújo y Manuel de Frias Taveira, representó el punto culminante de este proceso.
A mediados del siglo XVIII la Provincia de Chiquitos fue alcanzada por nuevas incursiones de bandeirantes quienes exterminaron o secuestraron para esclavizar a gran parte de la población aborigen, en especial a los "chiquitos".

### Guerra de Independencia
Tras la crisis del Virreinato del Río de la Plata en 1810 debido a la Revolución de Mayo, las tropas del Reino Unido de Portugal, Brasil y Algarve invadieron la casi totalidad de Chiquitos en marzo de 1825, no abandonándole hasta la consolidación de las tropas de Simón Bolívar en el Alto Perú el 30 de mayo del citado año. Al surgir el estado de Bolivia el 6 de agosto de 1825, la mayor parte de la antigua provincia de Chiquitos (muy despoblada) fue incorporada al departamento de Santa Cruz quedando empero retenidas por Brasil importantes territorios (Bolivia cedió la frontera del Yaurú y del Alto Paraguay así como la mayor parte de la Laguna de Jarayes (Gran Pantanal).

### sigloXX
El inicio del siglo XX encontró a la región chiquitana sumida en la miseria y la pobreza, casi olvidada y con sus antiguas ciudades casi reducidas a ruinas. En los 1930s el territorio fue campo de batalla entre paraguayos y bolivianos en la llamada Guerra del Chaco, siendo sin embargo el principal escenario la región del Chaco boliviano al sur de la Chiquitania. La situación se agravó cuando se produjo a mediados de siglo XX la crisis del caucho. Tras los 1970s se ha notado una muy leve y lentísima recuperación económica regional debida principalmente a los avances tecnológicos y científicos logrados en otros puntos del planeta, tales avances han posibilitado el uso (sin embargo aún a inicios de 2007 muy limitado) de remedios, fertilizantes, nuevas técnicas de riego y cultivo.

### Actualidad
Hasta el presente lo que más ha favorecido la recuperación de este territorio es la aparición de nuevos medios de transporte (especialmente la aviación) que gradualmente han hecho retroceder el secular aislamiento de la región.
El año 2019 se registraron varios incendios de magnitud en la Chiquitania que causaron la quema de más de 2.7 millones de hectáreas del Bosque Seco Chiquitano junto con la pérdida de flora y fauna de la región. Los incendios afectaron algunas áreas protegidas de la región como ser San Matías, Otuquis, Tucabaca y la Laguna Marfil.

## Ubicación
Los llanos de Chiquitos se encuentran al extremo sudeste de Bolivia, abarcando gran parte del este y el norte del departamento de Santa Cruz. Los límites septentrionales de la Chiquitania corresponden aproximadamente al paralelo 17°30'S y los australes —también aproximadamente— al paralelo 20°S. Los límites occidentales, por su parte, están dados por la penillanura que antecede a la cordillera de los Andes.

## Clima
Pese a las latitudes tropicales la región goza de un clima relativamente templado efecto del constante intercambio de masas de aire muy cálido procedentes de zonas ecuatoriales por el norte y de masas de aire fresco procedentes de la Antártida por el sur, la llegada de los vientos frescos (surazos)  se ve favorecida por la llaneza de la región Chacopampeana de la cual la Chiquitania es en gran medida su sector más septentrional.
Sin embargo de las temperaturas anuales promedio relativamente cálidas, debido a su continentalidad los Llanos de Chiquitos presentan grandes amplitudes térmicas durante los ciclos diurno-nocturnos y, sobre todo, durante el clímax del verano y el clímax del invierno. Antes de producirse los notorios efectos del actual calentamiento global la Chiquitania presentaba días bastante frescos (entre los 5 y 15 °C) debido a los "surazos" es decir, los vientos que son continuación del pampero; por el contrario, durante el estío la temperatura ascendía y asciende fácilmente a marcas que rondan los 40 °C.

El encuentro de los frentes cálidos y frentes fríos sobre el relieve llano determina también la existencia de tempestades en los momentos de cambio estacional, estas tempestades están acompañadas de copiosas lluvias, especialmente en los límites orientales y occidentales de la región chiquitana. El régimen de precipitaciones pluviales varía notoriamente de norte a sur siendo los promedios anuales de 1050 mm en el norte y de poco más de 600 mm en el sur de esta región.

## Relieve

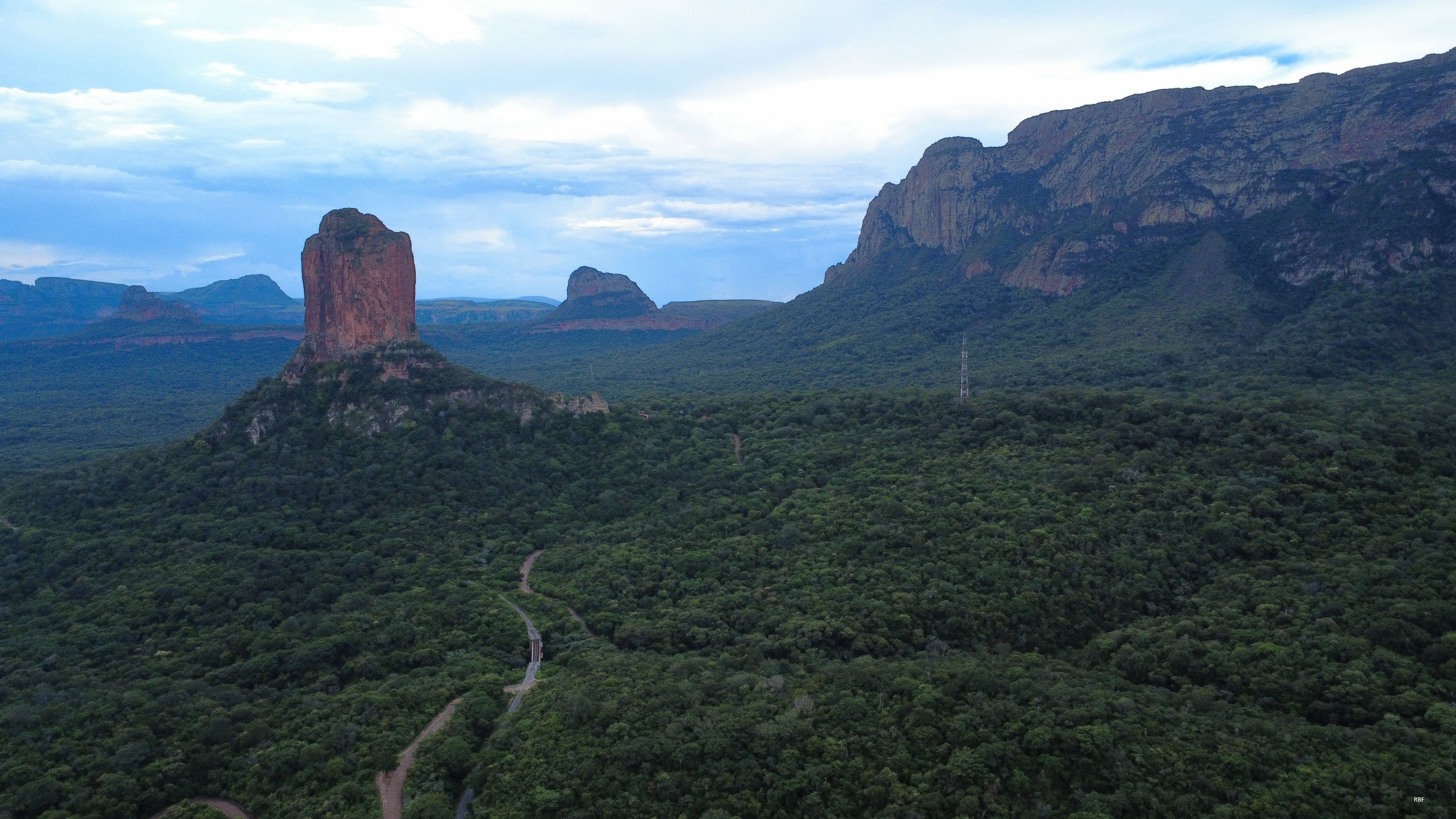
La Torre de Chochís (izquierda) y el cerro Chochís (derecha), en el municipio de Roboré.

Tal como sugiere el nombre Llanos de Chiquitos, el relieve de la región es predominantemente llano, con un declive poco perceptible de oeste a este y dos declives ―también muy poco perceptibles― a modo de "techo de dos aguas" que toman las direcciones opuestas norte y sur, estos declives determinan el escurrimiento de las aguas y, así las vertientes: el declive hacia el este y el declive hacia el sur hacen que la mayoría de los cursos fluviales de los mismos sean afluentes de la Cuenca del Plata, el declive que se dirige al norte determina que allí los cursos hídricos sean afluentes de la Cuenca Amazónica.

Existen algunas pocas y escasamente elevadas formaciones montañosas, la principal es la pequeña y baja cordillera llamada serranía de Santiago, cuya cumbre es el cerro Chochís (1290 m s. n. m.) hacia las coordenadas 18°06′S 60°02′O / -18.100, -60.033.
Existen grandes zonas de hundimiento o depresiones poco profundas. Ya se ha señalado que el Gran Pantanal es una de las fronteras de la Chiquitania. Los bañados de Otuquis ―un conjunto de humedales que se encuentran en la frontera paraguayo-boliviana, próximas a la frontera de Brasil― son afluentes del Gran Pantanal y por lo tanto pertenecientes a la Cuenca del Plata. En cambio los más extensos bañados de Izozog ubicados en dilatado valle de hundimiento al que afluye el río Parapetí y del cual sale el río San Pablo, debido a una amplia curva de la falla tectónica, resultan tener aguas tributarias de la Cuenca Amazónica, pasando por la importante laguna Concepción.
Algunas de las depresiones se han transformado en salinas.
Los Llanos de Chiquitos poseen pocos ríos permanentes, aunque algunos de ellos son de importantes proporciones, los ya citados ríos Parapetí y San Pablo, el río Guapay (o Grande de Santa Cruz) todos estos tributarios del Amazonas), al este, en la vertiente norte de la Serranía de Santiago nace el río Tucava (o Tucavaca) que tras confluir con el río San Rafael continúa con el nombre de Bambural el cual aporta sus aguas a los Bañados de Otuquis y a través de estos afluye con el nombre de río Negro, al río Paraguay siendo así todos estos ríos parte de la Cuenca del Plata. También nace en la Serranía de Santiago el río San Miguel el cual se dirige casi hacia el sur y sería asimismo afluente de la Cuenca del Plata si sus magros caudales no se subsumieran en el centro del Chaco Boreal dentro de territorio paraguayo.

## Flora y fauna
La mayor parte de los Llanos de Chiquitos presenta una flora muy semejante a la de otras regiones del Gran Chaco esto es, un parque arbustivo con abundantes especies de maderas duras y espinosas, repartidos entre los arbustos y pastizales se encuentran árboles como las palmeras (especialmente yatay), palos borrachos, guayacanes, algarrobos americanos y quebrachos. Sin embargo en la zona norte de los Llanos de Chiquitos, especialmente formando selvas de galería en las riberas y valles de inundación de los grandes ríos tributarios del Amazonas, se encuentran grandes árboles de madera blanda típicos ya del bioma amazónico, entre ellos se cuentan (por su valor económico) la caoba, también se encuentran especies arbóreas valiosas por sus aceites, esencias, bálsamos e incluso el árbol del caucho en el extremo noreste de esta región.
La fauna tiene como principales exponentes al yaguar (animal focal del bioma), el puma, los pecaríes, tapires, ocelotes, aguará guazú, el yaguarundí, el aguarachay, ciervos como el guazuncho, el ciervo de los pantanos, en las zonas despejadas se encuentran ejemplares de ñandú, y en los ríos y bañados, carpinchos, yacarés y nutrias gigantes. Además de los citados yacarés abundan los reptiles, por ejemplo ofidios como la anaconda, la yarará y la víbora de cascabel. La fauna aviar posee nuemerosísimas especies: tucanes, chimangos, guacamayos, jotes, urubús, águilas harpía, halcones, buitres, pavas de monte, búhos, lechuzas como el ñacurutú o grandes aves corredoras como el ya citado ñandú para citar solo algunas de las especies más conspicuas.

## Economía
La economía de los llanos de Chiquitos a inicios del siglo XXI aún se reduce a la obtención de productos del sector primario: cultivos de soja (efectuados desde los 1970s), los más antiguos de caña de azúcar y arroz (introducidos por los europeos) y los aún más antiguos (y vernáculos) del maíz, la mandioca (o yuca) y frutas tropicales (bananas, ananás, mangos etc.). La ganadería ha sido principalmente extensiva de vacunos con orígenes inicialmente europeos a los cuales se han sumado linajes asiáticos.
El subsuelo de la Chiquitania parece excepcionalmente rico en hidrocarburos y gas natural así como en yacimientos de hierro. Empero las comunicaciones terrestres son muy deficientes.

## Demografía
En los llanos de Chiquitos se encuentran numerosos pueblos y algunas ciudades de considerables tamaños. Varias de ellas empezaron como misiones jesuitas durante los siglos XVII XVIII y que luego fueron creciendo demográficamente. Entre las ciudades más destacadas se encuentran: San José de Chiquitos, San Javier, Concepción, San Ignacio de Velasco y San Miguel de Velasco.

## Cultura
En la región llamada Chiquitania (formada por las provincias Ñuflo de Chaves, Velasco, Chiquitos, Ángel Sandóval y Germán Busch) durante la restauración de los templos misionales, fueron descubiertas más de 5000 hojas con partituras de música barroca escritas entre los siglos XVII y XVIII por los naturales y por europeos. Estas partituras se encuentran guardadas en el Archivo Musical de Chiquitos, siendo uno de los archivos más importantes de música barroca en el mundo. El Festival Internacional de Música Renacentista y Barroca Americana que se realiza bianualmente desde 1996 en las reducciones ha atraído a músicos de América Latina y Europa.
Seis iglesias (que dan respectivamente nombre a las ciudades y pueblos en que están emplazadas) de la región (San Francisco Javier, Concepción, Santa Ana, San Miguel, San Rafael y San José) han sido contempladas por la Unesco, en 1990 con el título de Patrimonio Mundial de la Humanidad.